# Booker T
Robert Booker Tio Huffman (Houston, 1 de março de 1965), mais conhecido como Booker T, é um lutador e comentarista de wrestling profissional estadunidense, que atualmente trabalha para a WWE. Booker é mais conhecido pelo tempo em que lutou na World Wrestling Federation (WWF)/WWE e World Championship Wrestling (WCW). Ele também trabalhou para a Total Nonstop Action Wrestling (TNA). Huffman já ganhou trinta e cinco títulos importantes na WWE, WCW e TNA, sendo seis vezes campeão mundial: cinco vezes Campeão Mundial dos Pesos-Pesados na WCW e uma vez Campeão Mundial dos Pesos-Pesados na WWF/WWE.
Huffman é o mais recente dos três lutadores que ganharam o título dos pesos-pesados (conhecido como "Big Gold Belt") em ambas WCW e WWE (os outros sendo Bill Goldberg e Chris Benoit), e único afro-americano a fazê-lo. Ele foi o vencedor do torneio King of the Ring em 2006, o décimo sexto Campeão da Tríplice Coroa da WWE e o oitavo Campeão do Grand Slam da WWE. Ele fez parte da dupla Harlem Heat com seu irmão Lash "Stevie Ray" Huffman. Eles foram Campeões Mundiais de Duplas da WCW um recorde de 10 vezes. Em 2013, Booker foi introduzido ao Hall da Fama da WWE.

## Carreira

### Início
Booker Huffman, um pai solteiro que trabalhava em um depósito em Houston, Texas, queria uma vida melhor para si e para seu filho. Seu irmão Lash sugeriu que Booker checasse uma nova escola de wrestling profissional aberta por Ivan Putski, em conjunção com a Western Wrestling Alliance. Seu chefe do depósito lhe emprestou $3000 para pagar pelas aulas. Booker foi treinado por Scott Casey.
Oito semanas depois, Booker estreou como "G.I. Bro" no Western Wrestling Alliance Live! de Putski. O personagem era envolvido na Guerra do Golfo. Com o fechamento da WWA, Booker continuou a lutar no Texas, normalmente com seu irmão, sob o nome de Stevie Ray. Eles foram vistos por Skandor Akbar, que lhes contratou pela Global Wrestling Federation (GWF). Eddie Gilbert formou com Stevie Ray e Booker T o grupo Ebony Experience, ganhando o GWF Tag Team Championship em 31 de julho de 1992. Durante seu tempo na GWF, eles ganharam o título três vezes. Mais tarde, Booker T e Stevie Ray foram contratados pela World Championship Wrestling.

### World Championship Wrestling (1993—2001)

#### Harlem Heat (1993—1997)
Booker e seu irmão Lane foram contratados pela World Championship Wrestling (WCW) após recomendação de Sid Vicious. Em agosto de 1993, eles estrearam com a dupla chamada Harlem Heat, com Booker renomeado Kole e Lash, Kane. Eles se tornaram vilões, se tornando membros do time de Harley Race e Col. Rob Parker na luta WarGames no Fall Brawl em 19 de setembro contra Sting, Davey Boy Smith, Dustin Rhodes e The Shockmaster. Eles, no entanto, foram derrotados.
Em 1994, o Harlem Heat contratou Sensational Sherri, apelidada de 'Sister' Sherri, como valet, mudando seus nomes para Booker T e Stevie Ray. Ao fim de 1994, eles ganharam o WCW Tag Team Championship ao derrotar Stars 'n' Stripes (The Patriot e Marcus Alexander Bagwell), em dezembro. Eles perderam os títulos para os Nasty Boys, mas os reconquistaram em 24 de junho de 1995.
Mais tarde, o Harlem Heat começou uma rivalidade com "Dirty" Dick Slater e Bunkhouse Buck, clientes de Rob Parker, que abandonou os dois para se aliar ao Harlem Heat por um romance com Sherri. Harlem Heat ganhou o WCW World Tag Team Championship no Fall Brawl de 1995, derrotando Slater e Bunkhouse Buck. O terceiro reinado durou apenas um dia, mas os dois reconquistaram os títulos nove dias depois, derrotando os American Males (Buff Bagwell e Scotty Riggs). Em 24 de junho de 1996, no Nitro, o Harlem Heat derrotou Lex Luger e Sting para capturar pela quinta vez o WCW World Tag Team Championship. Três dias depois após perder os títulos para os Steiner Brothers, Harlem Heat derrotaram os Steiners, ganhando os títulos de volta. Eles perderam os títulos novamente em 23 de setembro, para Public Enemie (Rocco Rock e Johnny Grunge), mas ganharam os títulos pela sétima vez em 1º de outubro.
Eles perderam os títulos para os Outsiders (Kevin Nash e Scott Hall) em 27 de outubro. Eles mais tarde demitiram e atacaram Parker, se tornando faces, começando uma rivalidade com o grupo de Parker, The Amazing French Canadians. Em 1997, eles tiveram uma série de lutas com Public Enemie, com os Steiners e com a nWo. No outono de 1997, eles demitiram Sherri e contrataram Jacqueline como valet. Após um breve hiato, a dupla começou uma rivalidade com Faces of Fear (Meng e The Barbarian). Stevie se lesionou e deixou a WCW por cinco meses, enquanto Jacqueline foi contratada pela WWF.

#### Campeão Mundial Televisivo (1997—1998)
Huffman se tornou um lutador individual e ganhou o WCW World Television Championship de Disco Inferno no Nitro de 29 de dezembro de 1997. Booker começou uma rivalidade com Perry Saturn e Rick Martel, que culminou em uma luta no SuperBrawl VIII. Martel, o homem que originalmente deveria ganhar a luta, deixou o combate lesionado.
Na primavera de 1998, Booker começou uma rivalidade com Chris Benoit, que havia custado o título de Booker durante uma luta contra Fit Finlay. Como resultado, Booker e Benoit se enfrentaram em uma série de "melhor de sete lutas", com o vencedor enfrentando Finlay pelo título. Depois de sete lutas e interferências de Bret Hart e Stevie Ray, Booker T ganhou a série de lutas e o Television Championship de Finlay.
Durante uma luta com Hart, Booker se lesionou e deixou as lutas por vários meses. Quando retornou, ele ganhou o Television Championship de Scott Steiner, que derrotou Booker em um torneio pelo Campeonato Estadunidense dos Pesos-Pesados da WCW. Booker perdeu o Television Championship para Rick Steiner um mês depois, no Slamboree.

#### Reunião do Harlem Heat; Misfits in Action (1999—2000)
Na metade de 1999, Booker convenceu seu irmão Stevie Ray a deixar a nWo e reunir o Harlem Heat. O Harlem Heat derrotou Bam Bam Bigelow e Kanyon pelo WCW World Tag Team Championship no Road Wild. Eles perderam os títulos para Barry e Kendall Windham em 23 de agosto, mas reconquistaram-nos no Fall Brawl. Quando os Filthy Animals perderam os títulos devido a uma lesão sofrida por Rey Mysterio, Jr., o Harlem Heat participou de uma luta no Halloween Havoc, derrotando Hugh Morrus & Brian Knobbs e Konnan & Kidman, vencendo pela décima vez os títulos. No fim de 1999, Midnight se juntou ao Harlem Heat. Stevie e Booker começaram a se desentender por ela.
Stevie Ray eventualmente desafiou Midnight para uma luta que decidiria sua permanência no grupo. Stevie Ray foi derrotado, e traiu Booker e Midnight para formar o Harlem Heat, Inc. com Big T, Kash e J. Biggs. Stevie Ray e Big T passaram a se chamar Harlem Heat 2000. Durante esse período, Huffman passou a se chamar apenas Booker, já que Harlem Heat 2000 ganhou os direitos da letra "T" em uma luta entre Big T e Booker em 20 de fevereiro de 2000 no SuperBrawl X. Kidman e Booker T derrotaram Harlem Heat 2000 (Ray e Big T) no Uncensored de 2000.
Quando Vince Russo e Eric Bischoff formaram o grupo The New Blood, Huffman voltou ao seu personagem G.I. Bro e se uniu ao grupo militar de General Rection, Misfits In Action. Ele derrotou Shawn Stasiak no Great American Bash em uma luta Boot Camp. Ele logo voltou a usar o nome Booker T.

#### Campeão Mundial dos Pesos-Pesados da WCW (2000—2001)
No Bash at the Beach, Vince Russo demitiu Hulk Hogan, marcando uma luta entre Booker e Jeff Jarrett pelo WCW World Heavyweight Championship. Huffman venceu a luta, se tornando campeão. Ele foi derrotado por Kevin Nash no Nitro de 28 de agosto. Ele reconquistou o título algumas semanas depois, ao derrotar Nash em uma luta Steel Cage no Fall Brawl, mas perdeu o título novamente, dessa vez para Vince Russo em outra luta Steel Cage. Russo deixou o título vago e Booker o ganhou pela terceira vez, derrotando Jarrett no Nitro, em 2 de outubro.
Booker começou uma rivalidade com Scott Steiner, para quem eventualmente perdeu o título, em uma luta Steel Cage no Mayhem. Após retornar de uma lesão, Booker derrotou Rick Steiner pelo Campeonato Estadunidense dos Pesos-Pesados da WCW no Greed, e no último episódio do Nitro, derrotou Scott Steiner para ganhar o título mundial pela quarta vez.
Huffman ganhou um total de 23 títulos na WCW, sendo o atleta mais condecorado da companhia. Booker era Campeão Norte-Americano dos Pesos-Pesados e Campeão Mundial dos Pesos-Pesados quando aceitou um contrato com a World Wrestling Federation (WWF).

### World Wrestling Federation / Entertainment (2001—2007)

#### The Alliance (2001—2002)
Após a WCW ser comprada pela WWF em março de 2001, Booker estreou durante o King of the Ring de 2001, atacando o Campeão da WWF Stone Cold Steve Austin, o lesionando. Ele se tornou um vilão e um dos líderes da The Alliance durante a Invasion. Durante julho de 2001, em sua luta de estreia na WWF, Booker defendeu seu WCW World Heavyweight Championship contra Buff Bagwell. No InVasion, a Alliance derrotou o time da WWF quando Steve Austin se juntou à Alliance. Em 26 de julho, Booker abandonou seu WCW United States Championship, o entregando a Chris Kanyon. Mais tarde, ele perdeu o WCW World Heavyweight Championship para Kurt Angle, mas reconquistou o título no Raw de 30 de julho. Booker manteve o título até o SummerSlam, quando foi derrotado por The Rock após uma rivalidade sobre a semelhança entre os personagens e os movimentos de finalização. Booker T ganhou o WCW World Tag Team Championship pela décima primeira vez com Test, mais tarde tendo um reinado com o WWF Tag Team Championship também com Test. No Survivor Series, Booker T foi eliminado de uma luta por The Rock, causando a derrota e a separação da Alliance.
Booker continuou como um vilão, se aliando a Vince McMahon e The Boss Man em dezembro, em uma rivalidade com Austin. Após Booker custar uma luta a Austin contra Chris Jericho pelo Campeonato Incontestável da WWF no Vengeance, Austin se vingou, o atacando em um supermercado.
A primeira aparição de Booker em um WrestleMania foi no WrestleMania X8 contra Edge. A rivalidade se deu por uma disputa onde um dos dois estrelaria no comercial de um shampoo japonês. Quando a WWE foi dividida em divisões, Booker T foi transferido para o Raw. Booker ganhou o Hardcore Championship duas vezes em maio de 2002, derrotando Stevie Richards e perdendo para Crash Holly segundos depois. Ele derrotou Crash, mas perdeu o título para Richards alguns minutos mais tarde.

#### Dupla com Goldust; lesão (2002—2003)
Goldust passou a tentar formar uma dupla com Booker, custando diversas lutas dele. Com a nWo agora fazendo parte da WWE, Booker T foi convidado a participar do grupo. Por pouco tempo ficou no grupo, já que foi expulso por Shawn Michaels, que acreditava que Booker estava "roubando a atenção". Booker se tornou um face, formando uma dupla com Goldust e enfrentando a nWo. Booker e Goldust tiveram uma luta contra os The Un-Americans (Christian e Lance Storm) no SummerSlam, mas os Un-Americans retiveram seus títulos após interferência de Test. No No Mercy, Booker e Goldust enfrentaram Chris Jericho e Christian pelos títulos de duplas, mas foram novamente derrotados.
Eles ganharam o World Tag Team Championship no Armageddon de 2002 em uma luta de eliminação de duplas, derrotando Christian e Chris Jericho, Lance Storm e William Regal, e os Dudley Boyz. Eles mantiveram os títulos por três semanas, quando foram derrotados por Regal e Storm. Booker e Goldust perderam uma revanche e decidiram se separar. Em fevereiro de 2003, Booker eliminou The Rock para ganhar uma battle royal por uma luta pelo World Heavyweight Championship, lutando pelo título no WrestleMania XIX.
Booker começou uma rivalidade com Evolution após Batista e Randy Orton terem atacado Goldust. Várias semanas antes do WrestleMania, o então-campeão e líder da Evolution, Triple H, deu uma entrevista zombando de Booker T, minimizando o sucesso de Booker na WCW. Uma semana depois, Booker atacou Triple H em um banheiro. No entanto, Booker T perdeu uma luta para Triple H no WrestleMania XIX. Por várias semanas, Booker se aliou a Shawn Michaels e Kevin Nash em uma rivalidade contra Triple H, Ric Flair e Chris Jericho. No Backlash, o time de Booker foi derrotado quando Triple H realizou o pinfall em Nash após uma marretada.
Mais tarde, Booker tentou ganhar o Intercontinental Championship. Após perder uma Battle Royal pelo título no Judgment Day, Booker começou uma rivalidade com o campeão Christian. Após algumas lutas, Booker derrotou Christian, se tornando campeão. Um mês depois, Booker se lesionou e perdeu o título para Christian em um evento não televisionado. Booker deixou as competições para se recuperar até setembro.

#### Dupla com Rob Van Dam; SmackDown!; Campeão dos Estados Unidos (2003—2004)
Quando Booker retornou em 2003, ele anunciou que faria parte do time de Stone Cold Steve Austin no Survivor Series, em uma luta que determinaria se Eric Bischoff ou Austin seriam Gerente Geral do Raw. O time de Booker perdeu. Booker começou uma rivalidade com Mark Henry, que o havia eliminado no Survivor Series. Booker derrotou Henry no Armageddon.
No Raw de 16 de fevereiro de 2004, Booker T e Rob Van Dam derrotaram Ric Flair e Batista, ganhando o World Tag Team Championship. Booker e Van Dam mantiveram os títulos por um mês, defendendo-os no WrestleMania XX. Eles perderam os títulos oito dias depois, no Raw, para Flair e Batista.
Em 23 de março de 2004 ele foi trocado (com os Dudley Boyz) para o SmackDown! em troca de Triple H. Ele se tornou um vilão ao começar uma rivalidade com The Undertaker. Booker tentou utilizar vodu contra Undertaker; mas mesmo assim foi derrotado no Judgment Day.
Na metade de 2004, Booker T tentou ganhar o Campeonato dos Estados Unidos, começando uma rivalidade com John Cena. Cena derrotou Booker, Van Dam e René Duprée no The Great American Bash. Após a luta, o Gerente Geral Kurt Angle tirou o título de Cena. Booker se aproveitou da situação e ganhou um torneio de oito participantes, se tornando o novo Campeão dos Estados Unidos. Booker e Cena participaram de uma série de lutas melhor-de-cinco pelo título, que culminou com uma luta final no No Mercy, onde Cena reconquistou o título.

#### Busca pelo Campeonato da WWE (2004—2006)
No SmackDown! de 21 de outubro, o Gerente Geral Theodore Long colocou Booker em uma luta de trios com Van Dam e Rey Mysterio contra John "Bradshaw" Layfield (JBL), René Duprée e Kenzo Suzuki. JBL esperava que Booker traísse seus parceiros, mas Booker realizou o pinfall em Layfield, se tornando um face novamente. Booker T enfrentou JBL pelo Campeonato da WWE no Survivor Series em 14 de novembro, mas foi derrotado quando Layfield lhe acertou a cabeça com o cinturão. Na noite seguinte, Booker exigiu uma revanche, citando Orlando Jordan tendo interferindo no combate. Long marcou uma luta entre Layfield, Eddie Guerrero e The Undertaker pelo Campeonato da WWE no Armageddon. Novamente, Booker foi derrotado.
Por pouco tempo, Booker se aliou a Eddie Guerrero e começou uma rivalidade com Heidenreich. Booker venceu uma Battle Royal de 30 lutadores antes do WrestleMania 21, eliminando por último Viscera e Chris Masters. Mais tarde, Booker participou de um torneio para nomear o desafiante pelo título de JBL. Após ser eliminado por Kurt Angle, Booker custou uma luta entre ele e JBL. A história tomou um rumo sexual, com Angle perseguindo a nova esposa de Booker, Sharmell. Booker derrotou Angle no Judgment Day. No SmackDown! de 26 de maio, Booker T participou de uma Battle Royal onde o vencedor escolheria seu oponente na semana seguinte. Angle venceu e escolheu enfrentar Sharmell. Booker protestou, e a luta se tornou um combate 2-contra-1, com Angle enfrentando Booker e Sharmell. Mesmo assim, Angle venceu. Na semana seguinte, Booker finalmente derrotou Angle.

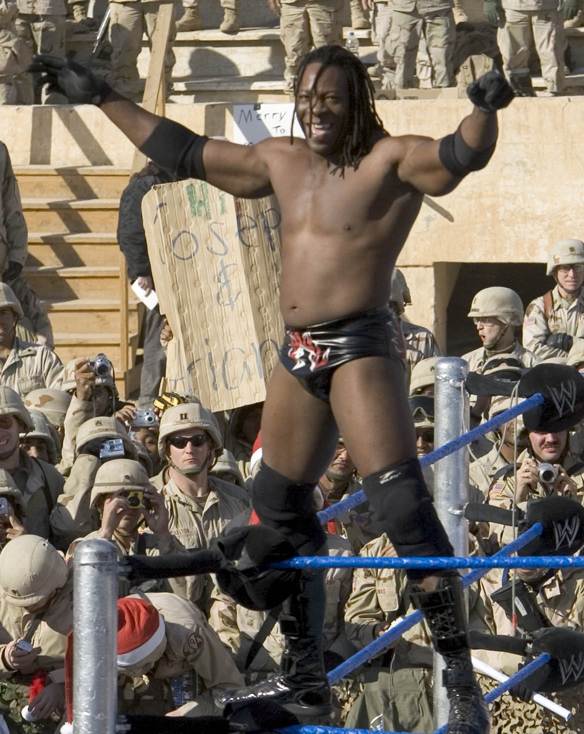
Booker no WWE Tribute to the Troops.

Em 30 de junho, JBL derrotou Christian, The Undertaker, Chris Benoit e Booker T. Durante a luta, Booker se envolveu com Christian. Booker, mais tarde, derrotou Christian no The Great American Bash. Booker T começou uma dupla com Chris Benoit, focando-se no Campeonato dos Estados Unidos novamente. Enquanto isso, após uma série de lutas com MNM, Sharmell se tornou heel. Benoit pôde escolher seu oponente no No Mercy, o que levou Booker, Christian e Orlando Jordan a tentar impressioná-lo ganhando lutas. Sem conseguir escolher, Benoit decidiu enfrentar os três e, no No Mercy, reteve o título. No SmackDown! de 21 de outubro, Booker T derrotou Benoit, ganhando o Campeonato dos Estados Unidos, devido a uma interferência de Sharmell. Booker e Sharmell deveriam se desculpar a Benoit e lhes dar uma luta pelo título, mas eles o atacaram, se tornando heel novamente.
Em 25 de novembro, Booker e Benoit se enfrentaram pelo Campeonato dos Estados Unidos. A luta terminou com dois árbitros contando cada competidor, acabando sem um vencedor. Booker teve seu título retirado por Theodore Long, que decidiu colocá-los em uma melhor-de-sete. Booker ganhou vantagem ao ganhar três lutas seguidas. No Armageddon, Benoit finalmente conseguiu derrotar Booker T, fazendo a série 3–1. Em um evento não televisionado em 2 de dezembro, Booker se lesionou. Booker teria, então, desistido. Booker conseguiu convencer Long a eleger um substituto, escolhendo Randy Orton. Benoit derrotou Orton em duas lutas. Orton, no entanto, conseguiu vencer as outras e dar o título a Booker T, que o manteve até o No Way Out, onde foi derrotado por Benoit.
Após perder o título, Booker começou uma rivalidade com The Boogeyman, que constantemente assustava Booker e Sharmell. A luta culminou no WrestleMania 22 em 2 de abril, quando Booker e Sharmell foram derrotados por Boogeyman em uma luta 2-contra-1. A rivalidade acabou em 7 de abril, no SmackDown!, quando foi anunciado que Booker e Sharmell haviam conseguido uma ordem judicial contra Boogeyman.

#### King Booker; Campeão Mundial dos Pesos-Pesados e demissão (2006—2007)

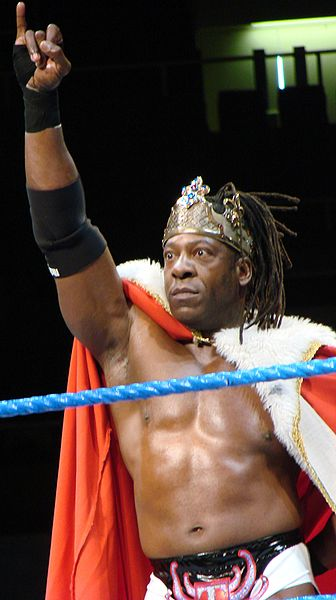
A pose habitual de King Booker

Booker entrou no torneio King of the Ring no SmackDown!, indo à final por seu oponente Kurt Angle não ter podido participar. Na final, no Judgment Day, Booker derrotou Bobby Lashley. Booker mudou seu nome de "Booker T" para "King Booker". Ele formou a "King Booker's Court", que incluiu Queen Sharmell, William Regal e Finlay. Com o passar do tempo, King Booker passou a se portar como um verdadeiro rei, imitando características da família real britânica. Seu novo personagem usaria uma coroa e falaria com sotaque inglês, referindo a si mesmo como "Book-ah". King Booker, certa vez, obrigou Lashley a beijar seus "pés reais". Como resultado, Lashley derrotou King Booker em uma luta Steel Cage para manter o Campeonato dos Estados Unidos.
King Booker venceu uma Battle Royal e se tornou o desafiante pelo World Heavyweight Championship no The Great American Bash. Booker ganhou o World Heavyweight Championship de Rey Mysterio no evento, após Chavo Guerrero trair Mysterio e lhe ter acertado com uma cadeira.
King Booker começou uma rivalidade com Batista, sendo derrotado no SummerSlam por desqualificação. Ele, no entanto, derrotou Batista no No Mercy, em uma luta que também incluía Finlay e Bobby Lashley.
Com o fim da Court, King Booker derrotou Batista no SmackDown! de 20 de outubro, devido a interferência do Campeão da WWE John Cena e do Campeão da ECW Big Show. No Cyber Sunday, King Booker reteve seu World Heavyweight Championship após Kevin Federline interferir e atacar John Cena com um dos cinturões. Booker perdeu o World Heavyweight Championship para Batista em 26 de novembro no Survivor Series. Após perder o título, Booker começou uma rivalidade com Finlay contra Batista e John Cena. Booker e Finlay foram derrotados por Cena e Batista no Armageddon.
Durante o Royal Rumble, Booker foi eliminado por Kane. Frustrado, Booker ilegalmente retornou ao ringue e eliminou Kane. Eles se enfrentaram no No Way Out, e Kane saiu vitorioso. King Booker ganhou uma luta qualificatória para o Money in the Bank, derrotando Kane (com interferência de The Great Khali), conseguindo um lugar na luta no WrestleMania 23. No WrestleMania, Matt Hardy atacou Sharmell, obrigando Booker a retornar do topo da escada, o que o fez perder a luta. No SmackDown! de 6 de abril, Booker tentou se vingar de Hardy, mas acabou derrotado em uma luta. Para impressionar Sharmell, ele tentou atacar The Undertaker, sem sucesso. Booker deixou a televisão por um tempo para se recuperar de uma lesão.
Em 11 de junho, no Raw, King Booker e Queen Sharmell foram transferidos para o Raw como parte do WWE Draft. Em 16 de julho, King Booker usou o tema e o vídeo de entrada de Triple H, "The King of Kings", declarando que nem Triple H nem Jerry Lawler poderiam usar o apelido de "The King". Booker começou uma rivalidade com Lawler, o derrotando no Raw de 6 de agosto, com a estipulação de que o perdedor deveria coroar o vencedor na semana seguinte. Lawler se recusou, anunciando que Triple H ainda era conhecido como "rei" e que os dois se enfrentariam no SummerSlam. No SummerSlam, Booker foi derrotado por Triple H. No Raw de 27 de agosto, Booker teve sua última luta na WWE, sendo derrotado por desqualificação por John Cena após um ataque de Randy Orton.
Em agosto, ele foi ligado à denúncias contra a farmácia Signature, que vendia esteroides para atletas. Ele foi suspenso por violar a política antidrogas da WWE, mesmo negando usar esteroides. Em outubro de 2007, Booker T e Sharmell pediram demissão.

### Total Nonstop Action Wrestling (2007—2009)

#### Rivalidade com Robert Roode (2007—2008)

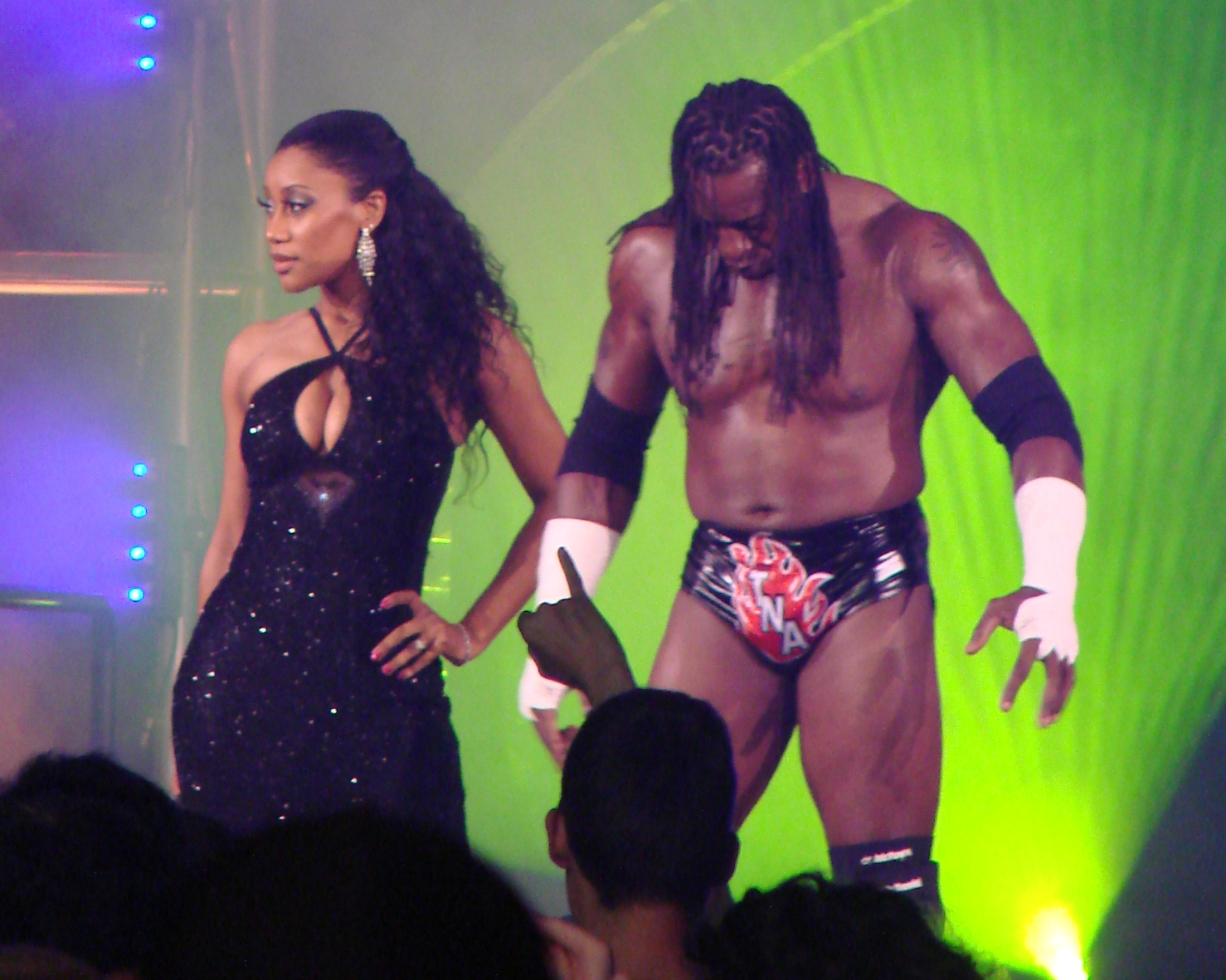
Booker T e Sharmell (esquerda) na Total Nonstop Action Wrestling

No pay-per-view Genesis em 11 de novembro de 2007, Huffman estreou na Total Nonstop Action Wrestling (TNA) como o parceiro misterioso de Sting em uma luta contra Kurt Angle e Kevin Nash pelo World Heavyweight Championship, voltando ao seu personagem "Booker T". Sharmell também estreou, interferindo na luta após interferência de Karen Angle.
No Impact! de 29 de novembro, Booker anunciou que foi à TNA para testar seu talento contra jovens talentos e ganhar o World Heavyweight Championship. Robert Roode desafiou Booker para uma luta. Booker ganhou sua estreia no Impact!, mas acabou sendo atacado por Christian Cage e Robert Roode, até que Kaz o salvou. No Turning Point, Booker e Kaz derrotaram Roode e Cage. Booker e Sharmell derrotaram Robert Roode e Ms. Brooks no Final Resolution. Após a luta, Roode socou Sharmell, levando-os a uma luta no Against All Odds. O soco deslocou a mandíbula de Sharmell. No Against All Odds, Booker e Roode lutaram até o estacionamento, ambos empatando por contagem. Roode derrotou Booker em uma Strap match no Destination X. Em um Impact! ao vivo, Booker T e Robert Roode se enfrentaram, com os fãs podendo escolher a estipulação. A luta foi uma luta First Blood, e Booker saiu vitorioso. No Lockdown, Booker T e Sharmell derrotaram Robert Roode e Payton Banks.

#### Main Event Mafia (2008—2009)

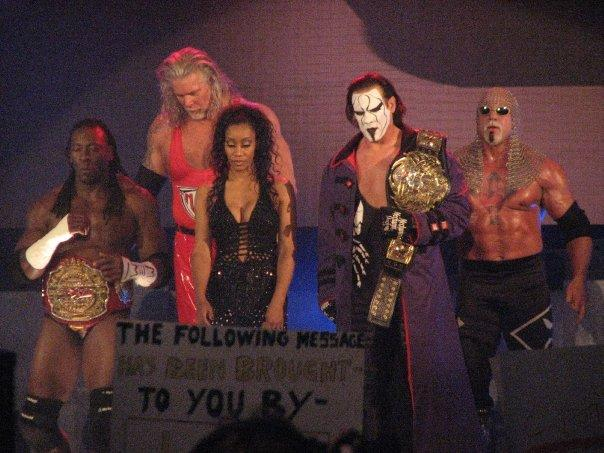
Main Event Mafia sem Kurt Angle.

Booker T se tornou um vilão no Sacrifice ao atacar Christian Cage e Rhino com uma cadeira. Esse foi o resultado de ter perdido uma luta para os dois. Booker competiu na luta King of the Mountain pelo World Heavyweight Championship no Slammiversary. Quando estava perto de ganhar a luta, Booker foi atacado por Kevin Nash; Samoa Joe acabou vencendo o combate. No Impact! seguinte, Booker desafiou Joe para uma luta pelo título no Victory Road. Ele voltou ao personagem de "rei", dessa vez se autoproclamando "Rei da África". A luta no Victory Road acabou em empate quando Sharmell substituiu o árbitro e vez a contagem após o fim da luta. No Hard Justice, Samoa Joe derrotou Booker após um golpe de violão. Mais tarde ele anunciou a criação do TNA Legends Championship, se tornando o primeiro campeão, até ser derrotado por A.J. Styles.

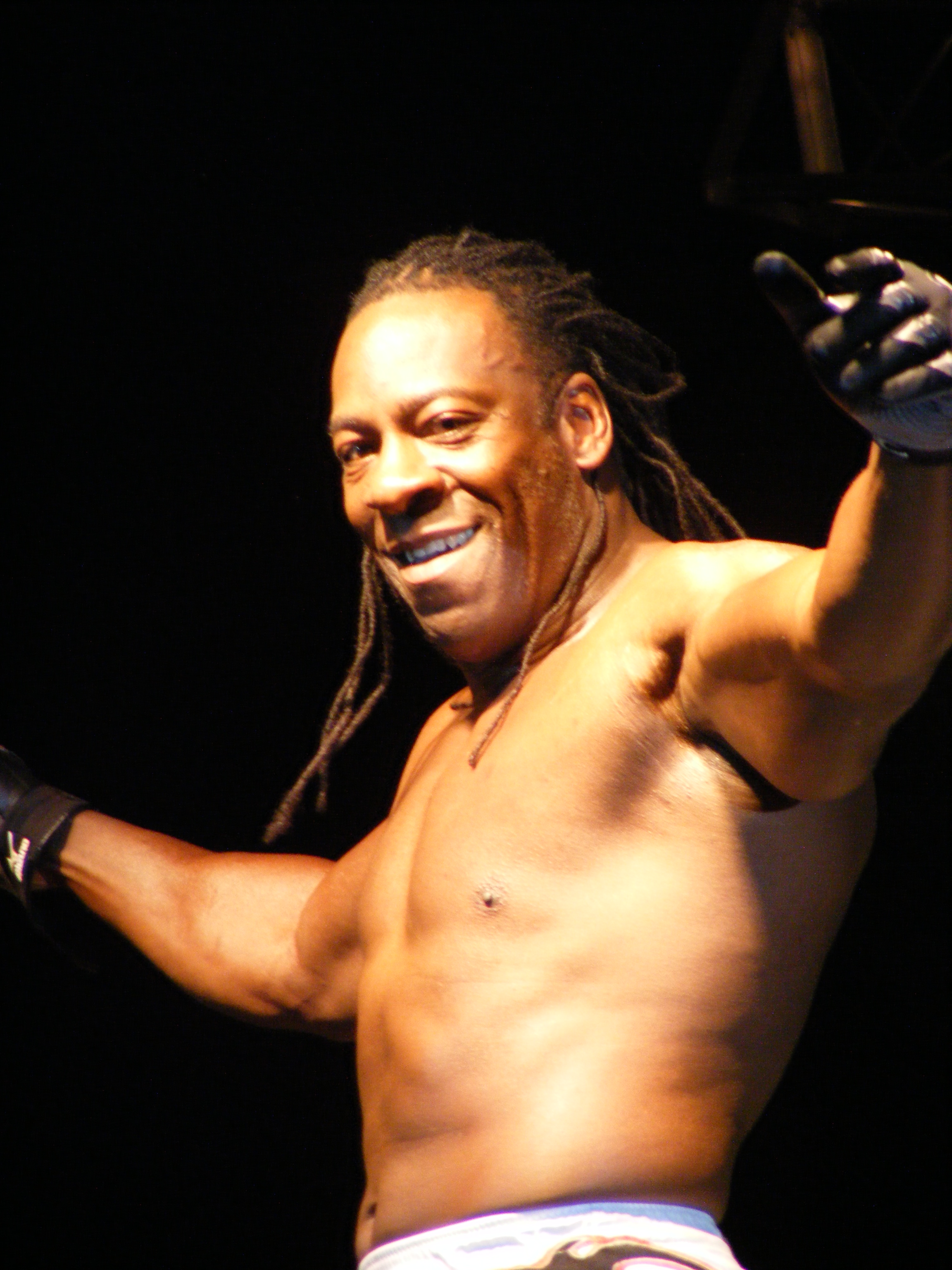
Booker T no TNA Impact! em 2008.

Booker formou uma dupla com Scott Steiner, ambos buscando o TNA World Tag Team Championship. No Victory Road, Steiner e Booker derrotaram Beer Money, Inc. para ganhar o World Tag Team Championship. No Hard Justice, Booker T e Steiner retiveram os títulos ao derrotar Team 3D. Antes do No Surrender, Booker e Steiner e British Invasion ganharam uma luta para ganhar vantagem na luta Lethal Lockdown match contra Team 3D e Beer Money, Inc. Mesmo assim, o time de Booker foi derrotado. No Bound for Glory Booker e Steiner perderam o TNA World Tag Team Championship para a British Invasion em uma luta Full Metal Mayhem Tag Team, que também envolvia Team 3D e Beer Money; Booker deixou a arena em uma maca. Foi reportado que Booker teria feito sua última aparição pela TNA, e seu perfil, bem como o de Sharmell, foram retirados do website da TNA. Em 21 de maio de 2010, Booker T retornou à TNA em um evento não televisionado em Lake Charles, Luisiana, substituindo A.J. Styles, sendo derrotado por Rob Van Dam.

### Porto Rico e México (2009—2010)
Booker T estreou na International Wrestling Association em Histeria Boricua, em 6 de janeiro de 2009. Ele derrotou Carlos "Chicano" Cotto. Em 11 de julho de 2010, Booker T lutou pela World Wrestling Council, contra Carlito. Em 16 de setembro de 2010, Booker T estreou na Perros del Mal, fazendo uma dupla com Dr. Wagner, Jr. e El Mesías, que representava a rival Asistencia Asesoría y Administración (AAA), contra El Hijo del Perro Aguayo, Damián 666 e Halloween. Ao fim, Booker traiu seu time e se uniu aos Perros del Mal.

### Retorno à WWE (2011—presente)

#### Comentarista (2011—2012)
Booker T retornou a WWE em 30 de janeiro de 2011, durante o Royal Rumble. Ele foi o 21° primeiro a entrar e foi eliminado por Mason Ryan. Em 1º de fevereiro, Booker estreou no SmackDown como comentarista, ao lado de Josh Mathews e Michael Cole, substituindo Matt Striker, trabalhando como um mocinho. Ele foi anunciado como um dos treinadores do Tough Enough, e no Elimination Chamber anunciou que Trish Stratus também seria uma treinadora. Em 6 de junho, no Raw, Booker lutou pela primeira vez no programa em quatro anos, derrotando Jack Swagger por contagem. Em 26 de setembro, Booker passou a substituir Jerry Lawler como comentarista do Raw, enquanto Lawler se recuperava de uma lesão causada por Mark Henry.
No Raw de 21 de novembro, Booker foi atacado por Cody Rhodes, que atirou-lhe um copo de água no rosto, afirmando que Booker não o respeitava. No SmackDown de 29 de novembro, Rhodes interrompeu um segmento entre Booker e o apresentador especial da noite Mick Foley, novamente criticando Booker por "roubar" o tempo de programa de lutadores mais jovens, como ele. Foley, então, marcou uma luta entre Booker e Rhodes. Mais tarde naquela noite, Cody atacou Booker nos bastidores usando o cinturão do Intercontinental Championship, cancelando o combate. Os dois se enfrentaram no TLC: Tables, Ladders & Chairs, com Rhodes atacando Booker antes da luta e o derrotando. Booker venceu uma revanche no Raw de 26 de dezembro, mas foi derrotado em uma luta pelo título no SmackDown de 6 de janeiro. Booker participou do Royal Rumble, sendo eliminado por Rhodes.
No WrestleMania XXVIII, Booker participou de uma luta como parte do time de Theodore Long contra o time de John Laurinaitis. Seu time, no entanto, foi derrotado.

#### Gerente Geral do SmackDown (2012—2013)
No SmackDown gravado em 31 de julho, Booker foi nomeado Gerente Geral por Mr. McMahon, abandonando a equipe de comentaristas. Ele contratou Theodore Long como Conselheiro Sênior e Eve como assistente após esta derrotar Kaitlyn. No SmackDown de 7 de setembro, Booker, pressionado por Alberto Del Rio e David Otunga, baniu o movimento Brogue Kick de Sheamus. No Night of Champions, Booker legalizou o movimento. Durante o Raw de 18 de março de 2013, foi anunciado que Booker seria introduzido ao Hall da Fama da WWE. Em abril, ele deixou seu posto temporariamente para realizar uma cirurgia, deixando Long, seu conselheiro sênior, como substituto. Ele retornou no SmackDown de 20 de julho. No entanto, Mr. McMahon tirou Booker do cargo, nomeando Vickie Guerrero a Gerente Geral do programa.

#### Retorno aos comentários (2014—presente)
Desde 2014, Booker T passou a exercer diversas funções na WWE Network, incluindo o trabalho de panelista dos pré-shows do Raw e de eventos em pay-per-view.
No primeiro Raw de 2015, Booker substituiu Jerry "The King" Lawler como comentarista após Lawler ter de se ausentar por conta de diverticulite. No entanto, mais tarde foi anunciado que Booker substituiria Lawler permanentemente, enquanto este seria transferido para o SmackDown. No Raw de 30 de março, os comentaristas Booker, JBL e Michael Cole foram atacados por Brock Lesnar após Seth Rollins fugir de uma revanche pelo WWE World Heavyweight Championship. Booker foi substituído por Byron Saxton ao tornar-se um dos treinadores da sexta temporada do WWE Tough Enough. Após o fim do Tough Enough, Saxton foi mantido no Raw enquanto Booker foi transferido para o SmackDown, onde passou a celebrar os lutadores vilões. Após o SmackDown passar a ser transmitido pela USA Network em janeiro de 2016, Booker deixou a mesa de comentaristas e tornou-se novamente panelista dos pré-shows do Raw e de pay-per-views.
Em 17 de abril de 2017, Booker voltou a comentar no Raw, substituindo David Otunga.

## Outras mídias
Em 2000, Booker apareceu no filme Ready to Rumble interpretando a si mesmo. Ele apareceu em um episódio de Charmed, chamado "Wrestling With Demons" com Buff Bagwell e Scott Steiner. Em 2001, com vários outros lutadores da WWF, Booker competiu em um episódio de Weakest Link, sendo o segundo eliminado. Ele também apareceu na Comedy Central e na MTV.
Em 13 de janeiro de 2004, o álbum WWE Originals foi lançado. Booker T canta "Can You Dig It?".
Em 21 de abril de 2007, Booker passou a apresentar um programa de rádio chamado Tea Time with King Booker na KBME 790 AM em Houston. Durante a semana de 5 de novembro de 2007, Booker apareceu no Family Feud com vários outros lutadores da WWE.

### Videogames
Booker T apareceu em 22 videogames: TNA Impact!: Cross the Line, TNA IMPACT!, WCW Nitro, WCW/nWo Thunder, WCW/nWo Revenge, WCW Mayhem, WCW Backstage Assault, WWE Raw 2, WWE SmackDown! Shut Your Mouth, WWE SmackDown! Here Comes the Pain, WWE SmackDown! vs. RAW, WWE SmackDown! vs. RAW 2006, WWE SmackDown vs. Raw 2007, WWE SmackDown vs. Raw 2008, WWE '12, WWE '13, WWE 2K14, WWE 2K15, WWE Road to WrestleMania X8, WWE Survivor Series WWE WrestleMania X8, WWE WrestleMania XIX, WWE WrestleMania 21, WWE Day of Reckoning e WWE Day of Reckoning 2.

### Livros
Em 1 de setembro de 2012, Booker lançou sua primeira autobiografia, Booker T: From Prison to Promise pela Medallion Press. Durante o lançamento do livro, Booker apareceu na The Score Television Network com Arda Ocal, 1690 AM WMLB com Jon Waterhouse em agosto de 2012 e foi entrevistado pela Pro Wrestling Illustrated.

## Vida pessoal
Booker foi o mais novo de oito irmãos, em Houston. Quando Booker tinha 14 anos, seus pais morreram e seu irmão Lash "Stevie Ray" Huffman passou a sustentar e criar os irmãos. No colégio, Booker Huffman tocava bateria. Ele também jogou basquete e futebol americano.
Booker casou-se com sua primeira esposa Levestia em 21 de fevereiro de 1996. Booker a apresentou à audiência do WCW Monday Nitro na noite após ganhar o Campeonato da WCW no WCW Bash at the Beach de 2000. Levestia também foi usada em uma rivalidade entre Booker e Jeff Jarrett, com Jeff a acertando na cabeça com um violão. Booker e Levestia se divorciaram em 8 de maio de 2001.
Booker tem um filho de um relacionamento passado, Brandon, com quem tem poucas relações pelo tempo que passa na estrada. Booker se casou com sua namorada após cinco anos, Sharmell Sullivan, em fevereiro de 2005. O casal teve gêmeos, um menino e uma menina, em 5 de agosto de 2010. Booker e seu irmão Lash abriram uma escola de wrestling em Houston em 2005.

### Problemas nos bastidores
Huffman teve problemas nos bastidores em 2006, na gravação de um comercial para o SummerSlam. Foi reportado no website da WWE que Huffman se envolveu em uma briga com Dave Batista. Boatos dizem que a briga aconteceu porque Batista havia provocado Booker por ser um dos principais lutadores da WWE em tão pouco tempo. De acordo com fontes, os dois deixaram o local ensanguentados e feridos. No entanto, vários lutadores parabenizaram Booker por ele ter falado sua opinião a respeito da atitude de Batista.

### Prisão
Booker passou 19 meses na prisão por um assalto à mão armada a um restaurante Wendy's em Houston. Booker e seus parceiros usaram uniformes do restaurante durante o crime. Booker se declarou culpado em dezembro de 1987 e foi sentenciado a cinco anos de prisão. Ele foi libertado após cumprir 1/3 da pena, sendo colocado em liberdade condicional em abril de 1992.

## No wrestling

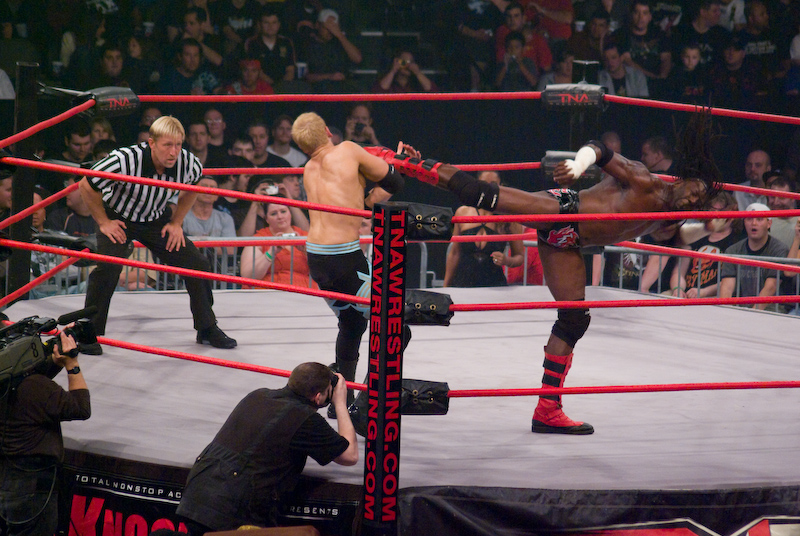
Booker T aplicando um superkick em Christian Cage

- Movimentos de finalização
  - Book End[4][7] (Lifting side slam)
  - Ghetto Blaster[120] (WCW) / Scissors kick,[3][4][5][7] às vezes enquanto saltando da corda mais alta,[121] e normalmente seguido por um Spin-a-Roonie[1] (Breakdance windmill)[3][122] (WWE / TNA)
- Movimentos secundários
  - 110th Street Slam[1] (High-impact delayed spinebuster)[1]
  - Forearm smash,[29][123] às vezes da corda mais alta[1]
  - Harlem Hangover[1] (WCW) / Houston Hangover[1] (WWF/E) (Somersault leg drop)
    - Harlem Sidekick[1] / Houston Sidekick[1] (Chute de calcanhar)[29][123][124][125]
    - Heat Seeker (Missile dropkick)[1][7]
    - Spinning crescent[1][29][120][126]
    - Spinning heel[1]
    - Superkick[124]

  - Repetidas joelhadas à cabeça de um oponente em double collar tie clinch[127]
  - Repetidos backhand chops.
  - Running knee drop.[1]
  - Russian legsweep[122]
  - Sidewalk slam[126]
  - Sunset flip[1]
- Com Stevie Ray
  - Big Apple Blast (Combinação de bear hug elevado (Stevie) e Harlem Sidekick chute de calcanhar (Booker))[128]
  - Heat Bomb (Combinação de powerbomb (Stevie) e diving elbow drop (Booker))[128]
  - Heat Seeker (Combinação de electric chair (Stevie) e Heat Seeker (missile dropkick) (Booker))[128]
  - Towering Inferno (Combinação de backbreaker (Stevie) e diving leg drop (Booker))[128]
- Com Scott Steiner
  - Combinação de bear hug (Steiner) e chute de calcanhar (Booker)
  - Double Chokeslam[129]
- Alcunhas
  - "Book"
  - "King" Booker
- Managers
  - Col. Robert Parker
  - Sister Sherri[128]
  - Jacqueline
  - Midnight[128]
  - Shane McMahon
  - The Boss Man
  - Sharmell
  - Traci
- Temas de entrada
  - "Rap Sheet" por Rene De Wael e Didier Leglise (WCW/WWF/WWE/AAA; 1993–2006, 2011–presente)
  - "Rockhouse" por Frank Shelley (WWF; enquanto parte da New World Order; 2002)
  - "Dead White Guys" por Joseph Saba e Stewart Winter (WWE; 2006–2007; como King Booker)
  - "Sucka" por Dale Oliver (TNA; 2007–2009)[130]

## Títulos e prêmios
- Global Wrestling Federation

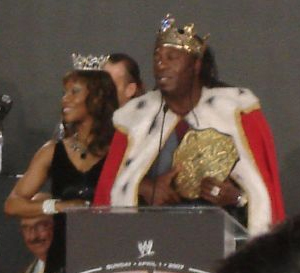
King Booker como Campeão Mundial dos Pesos-Pesados, com sua esposa Sharmell.

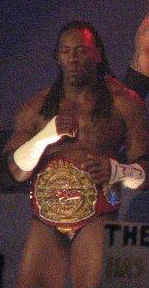
Booker T como Campeão das Lendas.

  - GWF Tag Team Championship (3 vezes) – com Stevie Ray[131]
- Las Vegas Pro Wrestling
  - LVPW UWF Heavyweight Championship (1 vez)[132]
- Prairie Wrestling Alliance
  - PWA Heavyweight Championship (1 vez)[133]
- Pro Wrestling Illustrated
  - Maior Melhora do Ano (1998)[134]
  - Lutador Mais Inspirador do Ano (2000)[135]
  - Dupla do Ano (1995, 1996)[136] com Stevie Ray
  - PWI o colocou na #62ª posição das 100 melhores duplas da história com Stevie Ray em 2003[137]
  - PWI o colocou na #5ª posição dos 500 melhores lutadores individuais em 2001[138]
- Texas All-Pro Wrestling
  - TAP Heavyweight Championship (1 vez)[139]
- Total Nonstop Action Wrestling
  - TNA Legends Championship (1 vez)[140]
  - TNA World Tag Team Championship (1 vez) – com Scott Steiner[140]
- World Championship Wrestling
  - WCW World Heavyweight Championship (4 vezes)[141]
  - WCW United States Heavyweight Championship (1 vez)[142]
  - WCW World Tag Team Championship (10 vezes) – com Stevie Ray[143]
  - WCW World Television Championship (6 vezes)[144]
  - Nono Campeão da Tríplice Coroa
- World Wrestling Federation / World Wrestling Entertainment
  - WCW Championship (1 vezes)1[141]
  - WCW Tag Team Championship (1 vez)2 – com Test[143]
  - World Heavyweight Championship (1 vez)[145]
  - World Tag Team Championship (3 vezes) – com Test (1), Goldust (1) e Rob Van Dam (1)[31]
  - WWE Intercontinental Championship (1 vez)[146]
  - WWE United States Championship (3 vezes)[142]
  - WWF Hardcore Championship (2 vezes)[147]
  - King of the Ring (2006)
  - 16° Campeão da Tríplice Coroa
  - Oitavo Campeão do Grand Slam
  - Hall da Fama da WWE (Classe de 2013)
  - Hall da fama da WWE (Classe de 2019) como membro do Harlem Heat
- Wrestling Observer Newsletter
  - Mais Subestimado (2002)
  - Pior Comentarista (2018)[148]

1O quinto reinado de Booker com o WCW World Heavyweight Championship foi seu primeiro na WWF.

2O 11° reinado de Booker com o WCW World Tag Team Championship foi seu primeiro na WWF.